# 에릭 도널드 허시 2세
에릭 도널드 허시 2세(Eric Donald Hirsch, Jr., 1928년 3월 22일생)는 미국의 교육학자이고 문학평론가다. 허시는 1960년대 후반부터 버지니아 대학교에서 교육학 및 인문학 교수로 재직하였고 현재는 명예교수다. 그는 《문화적 소양》(1987)의 저자로서 가장 유명하다. 또, 그는 핵심지식재단의 설립자이고 이사장이다.

## 교육
허시는 화학을 전공하기 위해서 코넬 대학에 입학했으나, 블라디미르 나보코프의 문학 강의를 듣고 전공을 영어학으로 바꿨다. 허시는 1950년에 코넬 대학교에서 학사 학위를 받았고, 1957년에 예일 대학교에서 박사 학위를 받았다.

## 낭만주의
허시는 예일 대학 영어학 교수로서 그리고 낭만파 시인들을 연구하는 학자로서 교직을 시작했다. 그의 첫 저서 《워즈워스와 셸링》(1960)은 낭만적 또는 열정적 심성에 관한 비교 연구로서, 예일 대학 박사학위 논문을 보완한 것이다. 그의 두번째 저서 《순결과 체험》(1964)은 윌리엄 블레이크에 관한 연구다. 노스럽 프라이와 해럴드 블룸과 대립하여, 허시는 블레이크가 《순결의 노래》를 썼을 때와 《체험의 노래》를 썼을 때 사이에 블레이크의 관점이 현저하게 달라졌으며, 《체험의 노래》는 과거 작품 《순결의 노래》에 대한 반발과 과거 관점의 풍자라고 주장했다. 그 책은 엑스플리케이터 상을 받았지만, 그 논제는 다소 정적인 블레이크에 대한 체계적인 해석을 전개하는데 앞장섰던 프라이를 추종하는 블레이크 학자들의 비판을 초래했다.

## 해석학
허시 경력의 다음 단계는 문학 해석 및 해석학의 문제에 집중되었다. 《해석의 타당성》(1967)과 《해석의 목표》(1976)에서 허시는 '저자의 의도'가 의미의 궁극적 척도가 되어야 한다고 주장했다. 예일 대학에서 허시는 여러 저명한 신비평주의자들과 나란히 연구하고 있었다. 그의 해석학적 작업은 그 당시 파다했던 신비평 개념, 특히 텍스트는 '저자의 의도'와는 별개의 자율적 객체로 봐야 한다는 주장에 대한 하나의 반작용이었다.
허시는 한스게오르크 가다머의 하이데거식 해석학, 롤랑 바르트의 '저자의 사망' 개념, 자크 데리다의 탈구축 등을 문제삼았다. 허시는 해석학 저서에서 특히 프리드리히 슐라이어마허, 빌헬름 딜타이, 에드문트 후설 등의 도이치 철학을 집중적으로 다루었다. 그는 저자가 의도한 meaning '의미'와 독자 또는 비평가가 의식한 significance '의의'의 차이를 대중화시켰고, 인문사회과학에서 객관적 지식의 가능성을 주장했다. 허시의 해석학 저서는 논쟁거리였고, 그의 '저자의 의도' 주장은 학계에서 많이 인용되었지만 소수 의견에 머물렀다. 《해석의 타당성》은 40년 이상 계속 인쇄되었다.

## 작문
1960년대 후반에 허시는 예일 대학에서 버지니아 대학으로 옮겨서 학과장이 되었고, 작문연구소장도 겸했다. 1977년에 허시는 무엇이 작문을 잘 또는 덜 읽히게 만드는가 하는 문제에 대한 연구서 《작문의 철학》을 출판했다. 그 핵심은 '상대적 독해력'이라는 개념이다. 독해력은 저자의 ‘의미론적 의도’를 중심으로 상대적으로 평가되어야 한다고 허시는 주장한다. 만일 하나의 텍스트가 주어진 의미론적 의도 즉 의미를 보다 간단 명료하게 전달해서 독자에게 부담을 덜 주면, 그 텍스트는 다른 것보다 더 잘 읽힌다는 것이다. 허시에 의하면, 작문 지도의 목표는 주어진 의미를 보다 명확하게, 효과적으로, 능률적으로 전달하는 방법을 찾는 것이다. 그 책은 널리 리뷰되었고 논쟁도 다소 있었다.

## 문화적 소양
작문에 관한 허시의 저술은 커다란 변혁으로 이어진다. 1970년대 후반, 버지니아 대학에서 실시한 '상대적 독해력'에 대한 실험에서 허시는 텍스트의 '상대적 독해력'이 독서 속도를 결정하는 중요한 요소이지만, 보다 더 중요한 요소는 독자의 배경 지식의 유무라는 것이다. 버지니아 대학생들은 율리시스 그랜트와 로버트 리에 관한 글을 이해할 수 있었지만, 리치몬드 대학생들은 미국 남북 전쟁에 대한 기초적인 이해 부족으로 그런 글을 이해하는 데 어려움이 있었다는 것이다. 이 발견으로 허시는 '문화적 소양'이라는 개념 즉 독해력은 공식적인 암호 해독 기술뿐만 아니라 광범위한 문화적 배경 지식을 요구한다는 이론을 구성했다. 학교는 교육 내용에 무관심해서는 안되며, 저자들이 당연시하는 것들을 어린이들이 이해할 수 있도록 하는 고도로 정교화된 교과 과목을 가르쳐야 한다고 결론내렸다.
문화적 소양이라는 개념은 처음에 "문화와 소양”이라는 제목으로 어느 잡지에 실렸다. 그후 1983년에 “문화적 소양”이라는 기사가 아메리칸 스칼러 지에 실렸다. 한권의 책이 된 《문화적 소양: 모든 미국인이 알아야 하는 것》은 1987년에 출판되었다.
《문화적 소양: 모든 미국인이 알아야 하는 것》(1987)은 널리 리뷰되었고 베스트셀러가 되었다. 그것은 뉴욕 타임즈 베스트셀러 넌픽션 부문에서 앨런 블룸의 《미국인의 마음 닫기》(1987)에 이어 2위까지 올라갔다. 두 저서는 자주 리뷰되고 비교되었다.
그 책 부록은 허시와 그의 협력자들이 생각하기에 모든 미국인들이 알아야 할 5,000 가지 주제 또는 개념의 63쪽 알파베트순 목록으로서 많은 관심을 끌었다.
허시는 조셉 케트 및 제임스 트레필과 《문화 소양 사전》(1988)을 공저하였고, 《최신 문화 소양 사전》(1989)의 주편집자였다.

## 핵심 지식
허시는 1986년에 핵심지식재단을 설립하였다.

## 같이 보기
- Frame semantics (linguistics)
- Construction grammar
- Theory-ladenness
- Mortimer J. Adler[17]
- Edward T. Hall[18]